# Marcelin Jeanrenaud
Marcelin Jeanrenaud (Travers, 16 december 1811 - Neuchâtel, 1 mei 1885) was een Zwitsers politicus.
Marcelin Jeanrenaud was eerst voor de Liberale Partij van het kanton Neuchâtel wethouder van de stad Neuchâtel. Van 1846 tot 1848 was hij lid van het Wetgevend Lichaam (Corps Législatif) van het kanton Neuchâtel. Van 1851 tot 1853 was hij prefect van het district Boudry.
Marcelin Jeanrenaud was van 1853 tot 1871 lid van de Staatsraad van Neuchâtel. Hij beheerde het departement van Financiën. Van 1861 tot 1862 en van 1864 tot 1865 was hij voorzitter van de Staatsraad (regeringsleider).
Marcelin Jeanrenaud was van 1872 tot 1874 lid van de Kantonsraad, de eerste kamer van de Bondsvergadering.
In 1854 was hij medeoprichter en eerste controleur van de Kantonsbank van Neuchâtel. Daarnaast was hij administrateur van de Compagnies ferroviaires de l'Ouest-Suisse et Franco-Suisse.
Hij overleed op 73-jarige leeftijd.